# Enkelvoudige binding

Alleen enkelvoudige bindingen in methaan

Een enkelvoudige binding is een covalente binding tussen twee atomen, waarin twee bindingselektronen betrokken zijn. Dit betekent dat beide atomen een elektronenpaar met elkaar delen. In vrijwel alle gevallen komt een enkelvoudige binding overeen met een sigma-binding. Een uitzondering hierop vormt diboor, waarin de enkelvoudige binding een pi-binding is.
Bijvoorbeeld in alkanen komen uitsluitend enkelvoudige bindingen tussen koolstof-atomen onderling en tussen koolstof- en waterstofatomen voor. Een samengestelde stof, waarin alleen enkelvoudige C-C bindingen voorkomen, heet een verzadigde verbinding.
Enkelvoudige bindingen hebben de eigenschap om langer en minder sterk te zijn dan dubbele of drievoudige bindingen.